# Кусудама

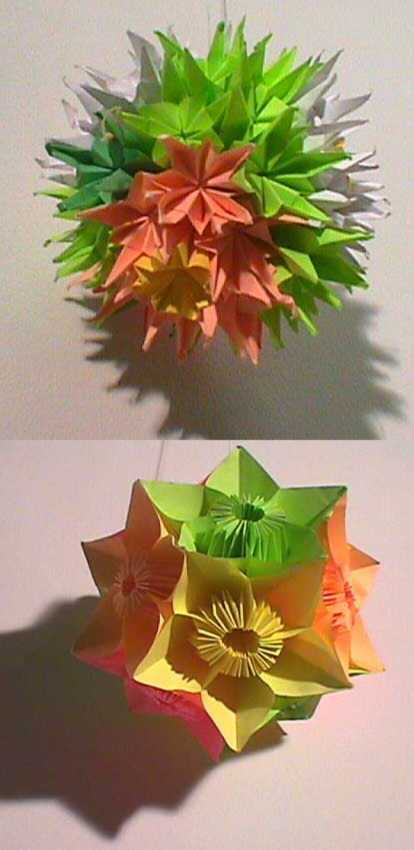
Два варіанти кусудами.

Кусуда́ма (яп. 薬玉 — «лікарська куля») — один з найдавніших декоративних традиційних японських виробів у техніці оригамі. «Кусурі» японською мовою означає «ліки», «тама» — «куля». Отже, слово «кусудама» можна перекласти як «лікарська куля». Разом з тим, так називаються декоративні кулясті конструкції, зібрані з паперових квіток, розеток або модулів іншої форми.
Величезні паперові кулі здавна використовувалися японцями під час синтоїстських релігійних містерій «каґура» як символи сонця. У той час їхня поверхня складалася з голівок щільно притиснутих одна до одної паперових гвоздик.
Сьогодні жодне японське свято в храмі або в будинку не обходиться без кусудам, тільки виготовлення їх у техніці оригамі вимагає набагато більше часу в порівнянні з фігурками, складеними тільки з одного квадрата, оскільки для виконання деяких куль потрібні десятки модулів.
Кусудами нерідко підвішували в кімнаті хворого. Одержавши в подарунок подібну роботу, як правило, зроблену кількома людьми, людина, що занедужала, сприймала її як символ побажання якнайшвидшого одужання — своєрідний знак загальної уваги й турботи.
Існує кілька варіантів класичних паперових кусудам, разом з тим, з'являється все більше й більше авторських розробок, що вже потрапили в книги японських оригамістів Макото Ямаґучі й Томоко Фузе, голландки Евердіен Тіглаар і деяких інших авторів.
Кусудами зазвичай збирають із шести однакових модулів, які є сторонами куба, і підвішують на тонку кольорову мотузочку до стелі або лампи. Знизу для прикраси зазвичай прикріплюють зроблену з ниток китицю.